# Gregori d'Amasia
Gregori IV de Constantinoble o Gregori d'Amasia (en grec Γρηγόριος Δ') va ser patriarca de Constantinoble durant dos mesos l'any 1623.
Era metropolità d'Amasya quan va agafar el càrrec de patriarca que va ocupar breument. El seu nomenament va ser fruit de la lluita entre el patriarca pro calvinista Ciril Lucaris recolzat pels ambaixadors dels països protestants, i els seus oponents, els ambaixadors dels països catòlics. França, Àustria i Venècia (estats catòlics), juntament amb els jesuïtes, van convèncer al Gran Visir de què destituís Ciril Lucaris i nomenés Gregori IV.
Durant els seus dos mesos de patriarcat, es va enfrontar al menyspreu general del clergat i del poble. Finalment, el Sínode va escollir Àntim d'Adrianòpolis, i va excomunicar Gregori al que va enviar exiliat a Rodes, acusant-lo de connivència amb els heretges.